# Frozen Crown
Frozen Crown is een Italiaanse powermetalband. De band werd in 2017 opgericht in Milaan.

## Geschiedenis
In 2018 bracht Frozen Crown hun debuutalbum The Fallen King uit. Het album werd goed ontvangen door de media. Vier nummers werden als single uitgebracht, waaronder Kings. Het tweede album, Crowned In Frost, werd in 2019 uitgebracht. Drie nummers werden als single uitgebracht, waaronder Neverending, dat in het begin viraal ging op YouTube.
In april 2019 speelde Frozen Crown op tien Europese podia, tezamen met de Israëlische metalband Desert en de Italiaanse metalband Elvenking. In de zomer van 2019 stond de band op Metalfest Tsjechië en Sabaton Open Air in Zweden. In februari 2020 maakte de band een toer door 13 Europese steden, tezamen met de Britse metalband DragonForce. In de zomer van 2020 had Frozen Crown een toer door Spanje op het programma staan, maar die moest wegens de coronacrisis worden afgelast. In november 2020 kondigde de band aan dat ze bezig was met een derde album.
In januari 2021 deelde de band mede dat drummer Alberto Mezzanotte, gitarist Thalia Bellazecca en basgitarist Filippo Zavattari in 2020 de band hadden verlaten om zich te richten op eigen projecten. Op 18 februari werden de nieuwe bandleden Fabiola Sheena Bellomo, Francesco Zof en Niso Tomasini voorgesteld.
Op 23 april 2021 bracht de band hun derde album genaamd Winterbane uit. Voorafgaand aan de uitgave, op 26 februari, werd al de single Far Beyond uitgebracht.
On 10 maart 2023 bracht Frozen Crown het vierde album genaamd Call of the North uit. Eén dag later ging de band op toer om het album te promoten en om de Italiaanse metalband Nanowar of Steel te ondersteunen. Er vonden optredens op 19 Europese podia plaats.

## Discografie

### Albums
| Jaar | Titel             |
| ---- | ----------------- |
| 2018 | The Fallen King   |
| 2019 | Crowned in Frost  |
| 2021 | Winterbane        |
| 2023 | Call of the North |
| 2024 | War Hearts        |

### Singles
| Jaar | Titel             | Album             |
| ---- | ----------------- | ----------------- |
| 2017 | The Shieldmaiden  | The Fallen King   |
| 2018 | Kings             | The Fallen King   |
| 2019 | Neverending       | Crowned in Frost  |
| 2021 | Far Beyond        | Winterbane        |
| 2021 | Towards the Sun   | Winterbane        |
| 2023 | Call of the North | Call of the North |
| 2023 | Victorious        | Call of the North |
| 2023 | Black Heart       | Call of the North |
| 2023 | Fire in the Sky   | Call of the North |
| 2024 | Steel and Gold    | War Hearts        |
| 2024 | I Am The Wind     | War Hearts        |